# Horisme bretschneideri
Horisme bretschneideri är en fjärilsart som beskrevs av Koch 1948. Horisme bretschneideri ingår i släktet Horisme och familjen mätare. Inga underarter finns listade i Catalogue of Life.